# Айрес, Карлос
Карлос Айрес (исп. Carlos Aires, род. 1974, Ронда, Андалусия) — испанский художник. Многопрофильный художник, он в первую очередь известен своими работами в области фотографии и скульптуры.

## Выставки
- 2005 EuropART, Вена[7][8][9]
- 2010 Cinema X: I Like to Watch, Музей современного искусства Торонто Канада
- 2012 Центр современного искусства Малаги, Испания[10]
- 2013 Coup de Ville, WARP, Синт-Никлас, Нидерланды[11]
- 2018 Black Sea, в A Short Century: MACBA Collection, Музей современного искусства, Барселона[12]

## Коллекции
Работы Айреса включены в постоянные коллекции:
- Музея современного искусства Барселоны[13]
- Музея Артиум, Витория-Гастейс, Испания[14].